# Marchese di Rafal
Il titolo nobiliare di Marchese di Rafal è stato creato da Filippo IV per Jerónimo de Rocamora, il 14 giugno 1636.

## Storia
Il titolo di Marchese di Rafal è stato concesso da Filippo IV per Jerónimo de Rocamora, VIII Signore e Barone di Puebla de Rocamora e VIII Signore di Benferri, militare coraggioso che si è distinto nella Guerra degli ottant'anni. Per questo e per il supporto fornito in passato dagli antenati di Don Jerónimo alla monarchia spagnola degli Asburgo, Filippo IV gli conferì questo titolo per sé e per i suoi discendenti o successori legittimi.

### Origini
La famiglia Rocamora, ha origine da Pedro Ramón Rocamora (Pierre Roman de Rocamoure), figlio del signore di Rocamoure, nella provincia francese di Settimania (Linguadoca), a nord dei Pirenei. Pedro Ramón era il nipote di Luigi VIII.
Pedro Ramón de Rocamora accompagnò Giacomo il Conquistatore, re d'Aragona e conte di Barcellona, in molte delle sue campagne di conquista.
Il 25 agosto 1265, nella distribuzione della terra fatta a Cordova da Alfonso X il Saggio, gli venne assegnato la pianura di Alicante.
La linea maschile ininterrotta di Rocamora mantennero i loro possedimenti dal XIII al XVII secolo. A quel tempo, la linea è stata divisa in due rami: i discendenti di Juan de Rocamora e di Nicolas de Rocamora.
Il ramo si estinse nel 1751.

## Marchesi di Rafal (1636)
- Jerónimo de Rocamora (1571-1639)
- Gaspar de Rocamora (1613-1666)
- Juan de Rocamora (1618-1691)
- Jerónima de Rocamora (1675-1736)
- Jaime de Rocamora (1684-1740)
- Antonia de Rocamora (1724-1751)
- Antonio de Heredia (1745-1761)
- Antonia María de Heredia (1746-1808)
- Vicente Melo de Portugal (1774-1831)
- María del Pilar Melo de Portugal (1776-1835)
- José Casimiro Manuel de Villena (1823-1854)
- Enrique Manuel de Villena (1852-1874)
- María Isabel Manuel de Villena (1850-1929)
- Alfonso de Pardo (1876-1955)
- Fernando Pardo-Manuel de Villena (1901-1977)
- Santiago Pardo-Manuel de Villena (1932-2013)
- Fernando Pardo-Manuel de Villena (1962)